# Amuay
Amuay es un pequeño pueblo de pescadores ubicado en el Municipio Los Taques, de la Península de Paraguaná, en el Estado Falcón, Venezuela. Ubicada en una bahía natural, cuenta además de su puerto pesquero y sus playas con la  Refinería de Amuay, de Petróleos de Venezuela, S.A. (PDVSA). La bahía natural fue ampliada por un muelle artificial para permitir el paso de los supertanqueros petroleros. 
Además de la playa de Amuay propiamente dicha, existe la playa de Amuaycito, una pequeña ensenada dentro de la ensenada protegida por un acantilado, propiedad de la Guardia Nacional de Venezuela, la cual está abierta al público. La zona residencial principal de Amuay es Judibana, situada al Este de Amuay propiamente dicho.

## Historia
La comunidad de Amuay, municipio Los Taques, parroquia Los Taques, del estado Falcón, figura en una carta geográfica de Santa Ana de Coro, producida en el año 1800. Sus primeros habitantes pertenecían a la tribu de los amuayes, quienes conformaban gran parte de la región peninsular con los moruyes, los cuales se comunicaban e intercambiaban sus productos a través del trueque. 
Su nombre en lenguaje caquetío significa "Región de los vientos y de las aguas encontradas". 
Antes de la instalación de la Refinería que hoy lleva su nombre, estaba considerada como una de las más importantes regiones de la Península de Paraguaná, siendo la ensenada de Capuana un extraordinario reservorio natural, adornado por numerosos y frondosos manglares y plantas xérofitas, desde el sur de Jayana hasta las cercanías de Adaro.
Hasta el año 1947 fue un pueblo habitado por nativos, cuya vida fue apacible, destacándose sus costumbres arraigadas a la tradición y el trabajo cuando la Creole Petroleum Corporation inicia los movimientos de tierra e instalación de equipos que conducen finalmente, el 3 de enero de 1950, a la inauguaración de la Refinería de Amuay con una capacidad inicial de procesamiento de 60.000 barriles diarios de crudo. Esta refinería fue objeto de sucesivas ampliaciones y para fines de 1974, momento en el cual se dictó el decreto de Nacionalización de la industria petrolera en Venezuela, su capacidad de refinación llegó a ser de 670.000 barriles diarios. El 1 de enero de 1976, el complejo pasa a ser administrado por la nueva operadora Lagoven, filial de PDVSA.
El 13 de diciembre de 1985 ocurrió un extenso y voraz incendio en gran parte del complejo, quedando restablecidas en 1986 la producción y exportación de gasolina sin plomo y destilados y combustible residual de bajo azufre. En 1991 se completa el "Proyecto de Interacción Amuay-Cardón", permitiendo el intercambio de productos con la refinería Cardón a través de tres poliductos. Gracias a este proyecto fue tecnológicamente posible completar en 1997 la fusión de Amuay con Cardón y Bajo Grande, dando paso a lo que actualmente es el Centro de Refinación Paraguaná, que al momento de su creación agrupa un 71% de la capacidad de refinación del país.

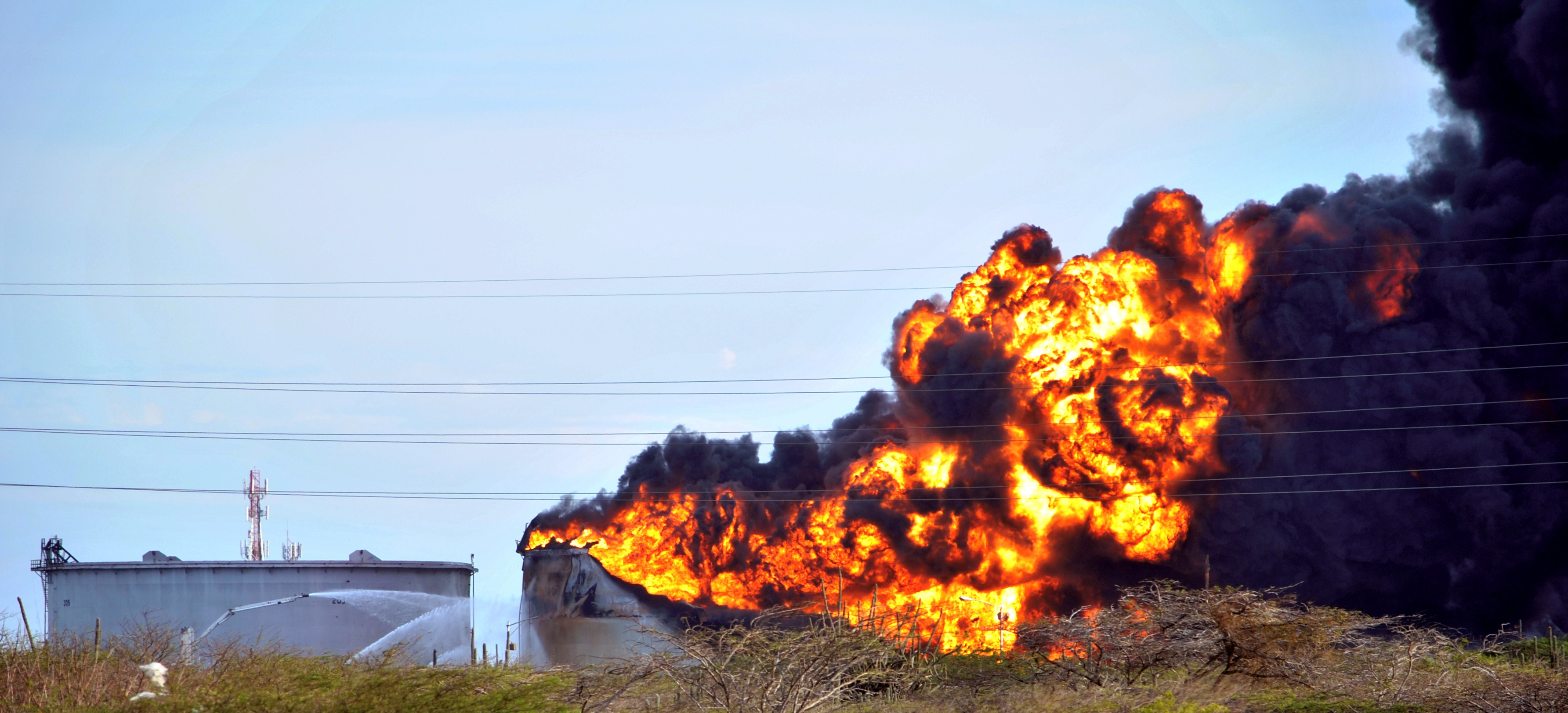
Tragedia de Amuay.

El 25 de agosto de 2012, se registra a la 1:20 a. m. aproximadamente una fuerte explosión en la refinería de Amuay que dejó al menos 38 muertos y más de 80 heridos, según informaciones extraoficiales. Por lo que el Gobierno de Venezuela decide decretar 3 días de duelo.

## Geografía
Está ubicada en la zona occidental de la Península de Paraguaná, enclavada desde la antigüedad sobre el istmo de arena que concluye en el Morro de Amuay comúnmente denominado "La Isleta". Su alrededor está bañado por el Mar Caribe, que penetra en la bahía por una boca cuyos extremos se encuentran Punta Chiriguare, por el Norte y Punta Adaro por el Sur. Sus límites son el Golfo de Venezuela al oeste, Las Piedras al norte, Judibana al este y Punto Fijo al Sur. 

## Sectores de la comunidad de Amuay
La comunidad de Amuay está conformada por varios sectores: 
Los sectores, San José, La Botija, Yauma y Centro Abajo, de la comunidad de Amuay, estos sectores limitan al norte calle #3 sector San José, con el sur calle #7, con el oeste Cerro Abajo, con el este la calle principal.
Los sectores, San José, La Botija, Yauma y Centro Abajo, cuentan con 1.206 habitantes, 232 vivienda y 306 grupos familiares (2012),

## Turismo
A apenas 15 minutos de la población de Amuay, existe infraestructura suficiente para brindar facilidades a los visitantes. La Península de Paraguaná, donde se encuentra Amuay, cuenta con centros comerciales como el C.C. Sambil de Punto Fijo, el Paraguaná Mall, el C.C.R Las Virtudes y el Aeropuerto Internacional Josefa Camejo (conocido además como Aeropuerto de Las Piedras), desde donde salen vuelos hacia el Aeropuerto Internacional de Maiquetía Simón Bolívar que sirve a la ciudad de Caracas. También hay vuelos directos hacia Aruba y Curazao. Amuay está muy cerca de otras playas como Villa Marina, El Pico y de la ciudad de Punto Fijo con su Zona Comercial libre de impuestos y sus hoteles para acomodar a los visitantes. El principal atractivo de Amuay son sus playas de aguas tranquilas. 

## Sitios de referencia
- Refinería de Amuay. Frente a las costas, luego de la redoma de Judibana.
- Aeropuerto Internacional "Josefa Camejo", también llamado Aeropuerto de Las Piedras (LSP).
- Judibana: Suburbio ubicado al norte de Punto Fijo.